# POLD3
A DNS-polimeráz δ 3. alegysége a POLD3 gén által kódolt fehérje. A DNS-polimeráz δ része.

## Funkció
A POLD3 szükséges a genomstabilitáshoz és a telomerintegritáshoz szükséges az embrionális őssejtekben és a meiózis során. A replikációs stresszt csökkentve működik. A POLD3-negatív blasztocisztákban és az inducibilisknockout-őssejtekben gyors válasz történik a DNS-károsodásra jelentős apoptózissal.
Elsősorban a kettősszál-törések javításában fontos, a transzléziós szintézist (TLS) a DNS-polimeráz ζ-tól függetlenül segíti.
A POLD3-hiányos házityúk-DT40-B-limfociták élet- és osztódóképesek, de az osztódás a vad típusú sejtekénél 1,5-szer hosszabb az S-fázis késői szakaszában történő késés miatt. DNS-szintézisük sebessége normál, de több az egyirányú villa. Ezenkívül a POLD3-negatív sejtek számos DNS-károsító anyagra és sugárzásra érzékenyebbek. Tehát a POLD3 a mitózis megfelelő sebességét biztosítja és csökkenti a DNS-károsodást. POLD3-hiányos sejtekben az UV-besugárzás utáni jelölési alatt a DNS-szintézis átlagos hossza jelentősen csökken a több villamegállás miatt, melyeket a timindimerek okoznak. Ezenkívül a POLD3 könnyíti a bázismentes helyek utáni TLS-t.
A POLD1- vagy POLD3-hiány növeli a DNS-károsodást.

## Klinikai jelentőség
A POLH, a DNS-polimeráz ζ és a POLD3 mutációinak kombinációja szintetikus letalitást okoz.
A POLD3-hiány összefügg a súlyos kombinált immunhiánnyal, az idegfejlődési késéssel és a halláscsökkenéssel.
A POLD1 és a POLD3 egyes csíravonal-mutációi vagy gyakori változatai hajlamot okoznak a colorectalis rákra.

## Kölcsönhatások
A POLD3 kölcsönhat a PCNA-val. Ezenkívül asszociál a KIAA0039 és az RPA fehérjékkel is. A DNS-polimeráz δ-ban a POLD3 a POLD1-gyel, a POLD2-vel és a POLD4-gyel alkot komplexet.
A REV3L-lel, a Pol ζ katalitikus alegységével kölcsönhatva segíti annak TLS-ét. A POLD1- vagy POLD3-hiányos sejtekben eltérő mértékben, de nagyobb a genominstabilitás, mely DNS-törésekben, az S-fázis előrehaladásának csökkenésében és kromoszómaeltérésekben jelentkezik. A POLD1 és a POLD3 is szükségesek a megfelelő aktívreplikációsorigó-mennyiség fenntartásában, a POLD3-hiány növeli az anafázis hídszámát és az RNS:DNS hibridektől függő genominstabilitást.
A POLD3 kölcsönhat a REV1 C-terminális doménjével, ez alapján a REV1/Pol ζ-dependens TLS során polimerázcsere történhet. A REV1 C-terminális doménje önálló kötőhelyekkel rendelkezik az Y-család „beillesztő” DNS-polimerázai (Pol η, ι és κ) „nFFhhhh” szekvenciájú RIR-motívumához, ahol n N-sapka (N, D, S, T, C vagy P), míg h α-hélix-képzésre képes aminosav (a P kivételével bármely aminosav). Mivel a POLD3 rendelkezik ilyen motívummal, kapcsolódik a REV1-hez.

## Fordítás
Ez a szócikk részben vagy egészben  a   POLD3 című angol Wikipédia-szócikk ezen változatának fordításán alapul.  Az eredeti cikk szerkesztőit annak laptörténete sorolja fel. Ez a jelzés csupán a megfogalmazás eredetét és a szerzői jogokat jelzi, nem szolgál a cikkben szereplő információk forrásmegjelöléseként.